# Junta governativa goiana de 1930
A junta governativa goiana de 1930 foi um triunvirato formado por:
- Mário de Alencastro Caiado, desembargador estadual, jornalista, político e presidente do Tribunal de Justiça do Estado de Goiás;
- Emílio Francisco Póvoa, desembargador estadual do Tribunal de Justiça de Goiás;
- Pedro Ludovico Teixeira, médico, jornalista e político.

A junta assumiu o governo do estado em 30 de outubro, permanecendo no cargo até 23 de novembro de 1930. Era chefiada por Pedro Ludovico Teixeira.

## História

### Antecedentes
Em Goiás, havia-se formado uma forte oposição à oligarquia Ramos Caiado, detentora do controle político do estado desde 1912, quando Antônio Ramos Caiado, então porta-voz do Partido Democrata, se tornou presidente da agremiação. 
Em 1917, o senador estadual e opositor bulhonista, Miguel da Rocha Lima, filiado desde a expulsão de Leopoldo ao PD, assume a presidência do Partido, se mantendo até 1930. Neste período, o PD manteve uma forte hegemonia sobre a Política de Goiás. No entanto, em 1928, o senador estadual, Antônio Martins Borges, até então filiado do PD, se uniu ao próprio Bulhões para reformular o PRG, que perdeu nas eleições de 1928. Borges sofreu ostracismo político e não se reelegeu para o Senado, acabando assim, a oposição formal à família Ramos Caiado. Entre 1929 e 1930, surgem 3 figuras centrais na oposição caiadista: Domingos Vellasco, jurista e militar; Pedro Ludovico Teixeira, jornalista e médico, além de Mário de Alencastro Caiado, jurista que traria alguns desembargadores contra a própria família.

### Revolução de 1930 em Goiás: queda do situacionismo e formação da junta
Após a Eleição presidencial no Brasil em 1930, com a derrota do chefe da Aliança Liberal, Getúlio Vargas, os três principais opositores, igualmente filiados à AL, aderiram ao movimento que ficou conhecido como Revolução de 1930. A vitória da Revolução em Goiás, preocupava o então presidente do Brasil, Washington Luís, nomeou o senador federal, Totó Caiado, para assumir a interventoria federal de Goiás e invadir o Triângulo Mineiro. Porém Caiado foi fortemente reprimido pelo chefe da Polícia Militar do Estado de Minas Gerais, Quintino Vargas, nomeado pelo governador de Minas Gerais, Olegário Maciel. A derrota de Caiado, foi seguida pela vitória da Revolução em Goiás, seguida pela libertação de Ludovico da prisão e o encarceramento de Antônio Ramos Caiado, que foi enviado ao Distrito Federal. Ocorreu ainda a remoção de Alfredo Lopes de Morais do cargo de presidente do estado, sendo nomeado pela Junta Governativa Provisória de 1930 como Interventor, o médico Carlos Pinheiro Chagas. No entanto, tornou preferível que assumi-se, no lugar do médico mineiro, uma junta provisória formado por três líderes goianos da Revolução. Com isso, formou-se a junta, chefiada por Ludovico. 